# Bahnstrecke Wismar–Karow
| Bahnstrecke in Dabel |                                                        |                                   |                                   |
| Streckennummer (DB): | 6936                                                   |                                   |                                   |
| Kursbuchstrecke (DB): | 156 (1998)                                             |                                   |                                   |
| Kursbuchstrecke: | 105r (1934) 119d (1946) 119c (Wismar – Hornstorf 1946) |                                   |                                   |
| Streckenlänge: | 71,3 km                                                |                                   |                                   |
| Spurweite: | 1435 mm (Normalspur)                                   |                                   |                                   |
| |                                                        |                                   |                                   |
| \| \| \| Wismar \| \| \| \| \| nach Ludwigslust \| \| \| \| 4,900 −0,500 \| Hornstorf \| Hornstorf \| \| \| 0,000 \| Hornstorf \| Hornstorf \| \| \| \| nach Rostock \| \| \| \| \| B 105 \| \| \| \| 3,700 \| Warkstorf \| Warkstorf \| \| \| 10,700 \| Neukloster (Meckl) \| Neukloster (Meckl) \| \| \| 14,100 \| Neumühler Forst \| Neumühler Forst \| \| \| \| Holzverladung \| \| \| \| \| \| \| \| \| 18,300 \| Warin \| Warin \| \| \| \| B 192 \| \| \| \| \| Brüeler Bach \| \| \| \| \| von Bad Kleinen \| \| \| \| \| (Verbindungsgleis) \| \| \| \| 22,100 \| Blankenberg (Meckl) \| Blankenberg (Meckl) \| \| \| \| B 192 \| \| \| \| \| nach Rostock \| \| \| \| 22,620 \| Infrastrukturgrenze DB Netz / RIN \| Infrastrukturgrenze DB Netz / RIN \| \| \| 25,700 \| Brüel \| Brüel \| \| \| \| Brüeler Bach \| \| \| \| 29,520 \| Weitendorf (b Brüel) \| Weitendorf (b Brüel) \| \| \| \| B 104, B 192 \| \| \| \| 33,900 \| Sternberg (Meckl) \| Sternberg (Meckl) \| \| \| \| B 192 \| \| \| \| 40,700 \| Dabel \| Dabel \| \| \| \| B 192 \| \| \| \| 44,300 \| Borkow \| Borkow \| \| \| 51,000 \| Below \| Below \| \| \| 52,800 \| Zidderich \| Zidderich \| \| \| 57,400 \| Goldberg (Meckl) \| Goldberg (Meckl) \| \| \| \| B 192 \| \| \| \| \| B 192 \| \| \| \| 60,800 \| Wendisch Waren \| Wendisch Waren \| \| \| \| B 192 \| \| \| \| 66,000 \| Damerow \| Damerow \| \| \| 67,900 \| Damerower Forst \| Damerower Forst \| \| \| \| von Güstrow \| \| \| \| \| von Parchim \| \| \| \| 71,600 \| Karow (Meckl) \| Karow (Meckl) \| \| \| \| nach Meyenburg \| \| \| \| \| nach Neubrandenburg \| \| \| \| \| \| \| \| Quellen: [1] \| \| \| \| |                                                        |                                   |                                   |
| Kopfbahnhof Streckenanfang |                                                        | Wismar                            | Wismar                            |
| Abzweig geradeaus und nach rechts |                                                        | nach Ludwigslust                  | nach Ludwigslust                  |
| Haltepunkt / Haltestelle | 4,900 −0,500                                           | Hornstorf                         | Hornstorf                         |
| ehemaliger Bahnhof | 0,000                                                  | Hornstorf                         | Hornstorf                         |
| Abzweig ehemals geradeaus und nach links |                                                        | nach Rostock                      | nach Rostock                      |
| Bahnübergang (Strecke außer Betrieb) |                                                        | B 105                             | B 105                             |
| Haltepunkt / Haltestelle (Strecke außer Betrieb) | 3,700                                                  | Warkstorf                         | Warkstorf                         |
| Bahnhof (Strecke außer Betrieb) | 10,700                                                 | Neukloster (Meckl)                | Neukloster (Meckl)                |
| Haltepunkt / Haltestelle (Strecke außer Betrieb) | 14,100                                                 | Neumühler Forst                   | Neumühler Forst                   |
| Verschwenkung von links (Strecke außer Betrieb) · Verschwenkung von rechts (Strecke außer Betrieb) |                                                        | Holzverladung                     | Holzverladung                     |
| Strecke (außer Betrieb) |                                                        |                                   |                                   |
| Bahnhof (Strecke außer Betrieb) | 18,300                                                 | Warin                             | Warin                             |
| Bahnübergang (Strecke außer Betrieb) |                                                        | B 192                             | B 192                             |
| Brücke über Wasserlauf (Strecke außer Betrieb) |                                                        | Brüeler Bach                      | Brüeler Bach                      |
| Kreuzung geradeaus oben (Strecke geradeaus außer Betrieb) · Strecke von rechts |                                                        | von Bad Kleinen                   | von Bad Kleinen                   |
| Abzweig ehemals geradeaus und von links · Abzweig geradeaus und nach rechts |                                                        | (Verbindungsgleis)                | (Verbindungsgleis)                |
| Dienststation / Betriebs- oder Güterbahnhof · Bahnhof | 22,100                                                 | Blankenberg (Meckl)               | Blankenberg (Meckl)               |
| Bahnübergang · Bahnübergang |                                                        | B 192                             | B 192                             |
| Verschwenkung nach links · Verschwenkung nach links |                                                        | nach Rostock                      | nach Rostock                      |
| Wechsel des Eisenbahninfrastrukturunternehmens | 22,620                                                 | Infrastrukturgrenze DB Netz / RIN | Infrastrukturgrenze DB Netz / RIN |
| ehemaliger Bahnhof | 25,700                                                 | Brüel                             | Brüel                             |
| Brücke über Wasserlauf |                                                        | Brüeler Bach                      | Brüeler Bach                      |
| ehemaliger Haltepunkt / Haltestelle | 29,520                                                 | Weitendorf (b Brüel)              | Weitendorf (b Brüel)              |
| Bahnübergang |                                                        | B 104, B 192                      | B 104, B 192                      |
| Dienststation / Betriebs- oder Güterbahnhof | 33,900                                                 | Sternberg (Meckl)                 | Sternberg (Meckl)                 |
| Bahnübergang |                                                        | B 192                             | B 192                             |
| Betriebs-/Güterbahnhof Strecke ab hier außer Betrieb | 40,700                                                 | Dabel                             | Dabel                             |
| Bahnübergang (Strecke außer Betrieb) |                                                        | B 192                             | B 192                             |
| Bahnhof (Strecke außer Betrieb) | 44,300                                                 | Borkow                            | Borkow                            |
| Haltepunkt / Haltestelle (Strecke außer Betrieb) | 51,000                                                 | Below                             | Below                             |
| Haltepunkt / Haltestelle (Strecke außer Betrieb) | 52,800                                                 | Zidderich                         | Zidderich                         |
| Bahnhof (Strecke außer Betrieb) | 57,400                                                 | Goldberg (Meckl)                  | Goldberg (Meckl)                  |
| Bahnübergang (Strecke außer Betrieb) |                                                        | B 192                             | B 192                             |
| Strecke mit Straßenbrücke (Strecke außer Betrieb) |                                                        | B 192                             | B 192                             |
| Haltepunkt / Haltestelle (Strecke außer Betrieb) | 60,800                                                 | Wendisch Waren                    | Wendisch Waren                    |
| Bahnübergang (Strecke außer Betrieb) |                                                        | B 192                             | B 192                             |
| Haltepunkt / Haltestelle (Strecke außer Betrieb) | 66,000                                                 | Damerow                           | Damerow                           |
| Dienststation / Betriebs- oder Güterbahnhof (Strecke außer Betrieb) | 67,900                                                 | Damerower Forst                   | Damerower Forst                   |
| Abzweig ehemals geradeaus und von links |                                                        | von Güstrow                       | von Güstrow                       |
| Abzweig geradeaus und von rechts |                                                        | von Parchim                       | von Parchim                       |
| Bahnhof | 71,600                                                 | Karow (Meckl)                     | Karow (Meckl)                     |
| Abzweig geradeaus und nach rechts |                                                        | nach Meyenburg                    | nach Meyenburg                    |
| Strecke |                                                        | nach Neubrandenburg               | nach Neubrandenburg               |
| |                                                        |                                   |                                   |
| Quellen: |                                                        |                                   |                                   |

Die Bahnstrecke Wismar–Karow, auch Wismar-Karower Eisenbahn genannt, ist eine etwa 70 Kilometer lange, nicht elektrifizierte und teilweise stillgelegte sowie zurückgebaute eingleisige Nebenbahn, die durch den Westen Mecklenburg-Vorpommerns verläuft.

## Geschichte

### Wismar-Karower Eisenbahn
Die Wismar-Karower Eisenbahngesellschaft erhielt am 22. Dezember 1886 die Konzession für die Sekundärbahn von Wismar nach Karow. Vom Aktienkapital von 1,777 Millionen Mark übernahmen die Städte Wismar, Warin, Brüel, Sternberg und Güstrow 0,748 Millionen Mark sowie das Eisenbahnunternehmen Lenz & Co. in Stettin 1,029 Millionen Mark. Die Strecke, die in Blankenberg die Friedrich-Franz-Eisenbahn niveaufrei kreuzte, wurde am 14. November 1887 eröffnet. Für die Nutzung des Abschnittes Wismar–Hornstorf war eine Betriebspacht an die Wismar-Rostocker Eisenbahn-Gesellschaft zu zahlen. Am 1. September 1890 wurde die Bahn verstaatlicht. Dabei wurden vier Lokomotiven übernommen.

### Betrieb in Staatseigentum
Die Strecke hatte vor allem lokale Bedeutung. Sie band mit Neukloster, Warin, Brüel, Sternberg und Goldberg zwar gleich fünf Städte an, bot aber keine direkte Verbindung zu den Oberzentren Rostock und Schwerin, auch nicht nach Güstrow und Parchim. Bis zum Ersten Weltkrieg fuhren die Züge über Karow weiter nach Pritzwalk, danach ging die Bedeutung dieser Verbindung zugunsten der Strecke aus Güstrow zurück.
Die Strecke wurde nach dem Ersten Weltkrieg und der Gründung der Deutschen Reichsbahn durch diese betrieben.
Die Durchführung des Personennahverkehrs zwischen Sternberg und Karow wurde am 1. Juni 1996 und zwischen Wismar und Sternberg am 28. Mai 1998 beendet. Am 29. Oktober 1998 erfolgte die Stilllegung der Strecke zwischen dem Abzweig Hornstorf bei Wismar und Blankenberg, dieser Abschnitt ist inzwischen überwiegend abgebaut. Die Stilllegung des Mittelstücks zwischen Dabel und Damerower Forst folgte am 17. Oktober 2000. Auf dem Reststück zwischen Damerower Forst und Karow verblieb eine Zeitlang noch Verkehr zu einem Bundeswehrstandort. Am 12. August 2003 wurde auch dieser Abschnitt stillgelegt.

### Entwicklung seit 2007

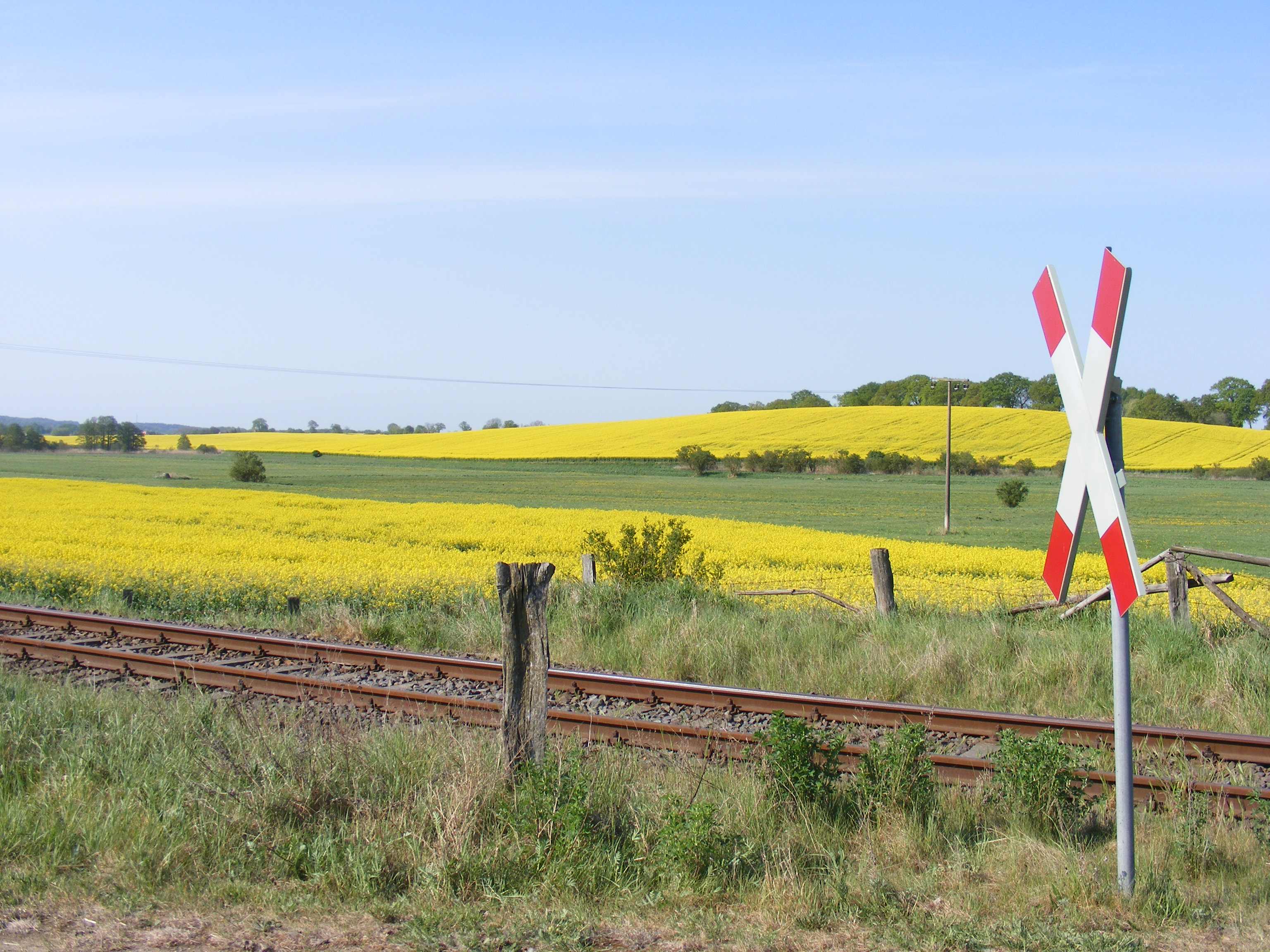
Strecke bei Blankenberg, Mai 2009

Am 13. September 2007 übernahm die Prignitzer Eisenbahn GmbH (PEG) die Betriebsführung des Abschnittes Blankenberg–Dabel im Auftrag des jetzigen Eigentümers, der Firma ecoMotion. Die Strecke wird seit dem 20. August 2007 für den Transport von Biodiesel vom Werk der ecoMotion in Sternberg verwendet, zunächst bedarfsweise. Seit dem 8. April 2008 verkehrt der von der Eisenbahngesellschaft Potsdam (EGP) und der DB Cargo traktionierte Zug regelmäßig einmal wöchentlich nach Hamburg.
Die Firma ecoMotion übernahm auch das Sternberger Bahnhofsgebäude und sanierte es originalgetreu. Am 9. Juli 2008 weihte der damalige Ministerpräsident Harald Ringstorff das seitdem als „Haus der Vereine“ genutzte Gebäude ein. Aus diesem Anlass wurden von der PEG Sonderfahrten von Sternberg in Richtung Weitendorf angeboten.
Im Sommer 2011 wurden von Blankenberg kommend bis Dabel Stahlröhren zum Bau der NEL-Pipeline in Ganzzügen angeliefert. Es finden einzelne Fahrten zum Transport von Düngemitteln bis Dabel statt. Seit dem 10. Juli 2012 betreibt die RegioInfra GmbH (RIG), welche die Prignitzer Eisenbahn Infrastruktur GmbH rückwirkend zum 1. Januar 2012 übernommen hat, den Streckenabschnitt Blankenberg–Dabel.
Zwischen Borkow und Damerow wird die Strecke als Touristenattraktion für den Draisinenverkehr genutzt.
Das Verkehrsministerium des Landes Mecklenburg-Vorpommern ließ bis März 2025 das Fahrgastpotenzial ermitteln. Dabei wurde für eine Verbindung Blankenberg–Sternberg–Dabel ein so niedriger Nachfragewert ermittelt, dass keine Reaktivierung mehr weiterverfolgt wurde.